# Loi Colbert
Pour les articles homonymes, voir Colbert.
La loi Colbert, qui date du XVIIe siècle[évasif], interdisait aux femmes de monter à bord des navires de pêche, de commerce et de guerre.
Elle fut abrogée le 28 janvier 1963, à la suite de la bataille administrative livrée par la première femme marin de France, Sonia de Borodesky.